# Ofensiva de Deir ez-Zor (enero-febrero de 2017)
 La ofensiva Deir ez-Zor (enero-febrero de 2017) fue una operación militar lanzada por el Estado Islámico de Irak y el Levante (EIIL) contra las Fuerzas Armadas de Siria, para capturar la ciudad de Deir ez-Zor, el 14 de enero de 2017. 

## Contexto
Deir ez-Zor es la capital de Deir ez-Zor Governorate y se encuentra en una región rica en petróleo. El EIIL había sitiado la ciudad desde 2015 con un estimado de 100,000 civiles en las áreas controladas por el gobierno y 50,000 civiles adicionales en las áreas controladas por el EIIL.  Las fuentes no están de acuerdo con la fecha exacta en que se impuso el sitio a la ciudad con algunas fuentes que afirman que el EIIL cortó todas las rutas terrestres a la ciudad en enero de 2015 mientras que otras afirman que la ciudad quedó completamente asediada en mayo de 2015 tras la primera caída de Palmira .
La ofensiva se produjo en medio del grupo que perdió grandes cantidades de territorio en la ofensiva de Raqqa , así como la intervención militar turca en Siria mientras las fuerzas iraquíes avanzaban en su sede de Irak en Mosul.

## La ofensiva
El EIIL comenzó la ofensiva el 14 de enero de 2017, lanzando su asalto más pesado hasta el momento en las áreas de la ciudad controladas por el ejército árabe sirio. Al menos 12 soldados y dos civiles murieron en el ataque, mientras que 20 combatientes del EIIL murieron en ataques aéreos según el Observatorio Sirio de Derechos Humanos (SOHR). El objetivo del ataque era cortar la carretera entre el aeropuerto Deir ez-Zor y la ciudad.  Sin embargo, SAA lanzó un contraataque y repelió el ataque de EIIL. El grupo avanzó alrededor del cementerio de la ciudad y en puntos alrededor de la base aérea durante el día.
El EIIL continuó su ofensiva al día siguiente y lanzó coches bomba en los puntos de control controlados por las fuerzas progubernamentales.  Luego bombardearon el distrito de Tallat al-Brouk y la ciudad de Bagheliya, según los informes, capturando a ambos después de que las fuerzas progubernamentales fueran evacuadas.  Al mismo tiempo, también asaltaron y capturaron el barrio de Sakan al-Jahiziya en la carretera entre la ciudad y Damasco.  EIIL también avanzó a lo largo del Jam'eyyat al-Rowwad y capturó una montaña estratégica con vistas a la ciudad.  Mientras tanto, SOHR declaró que EIIL había capturado el Hospital Assad, pero de acuerdo con fuentes locales, el ejército recapturó el Hospital Assad y Al-Masdar News citó fuentes locales que afirman que EIIL nunca lo capturó.  El ejército sirio respaldado por la Fuerza Aérea Árabe Siria lanzó más tarde un contraataque en la noche siguiente y logró repeler al EIIL lejos de sus líneas de frente.  Más de 80 personas, incluidos 28 combatientes a favor del gobierno, al menos 40 combatientes del EIIL y 14 civiles fueron asesinados de acuerdo con el SOHR al final del segundo día.
El EIIL lanzó otro ataque el 16 de enero y logró cortar la carretera que une la base aérea con la ciudad,  dejando el enclave del gobierno dividido en dos. El grupo también capturó el proyecto residencial al-Jaryah.  También se registraron fuertes choques alrededor del cementerio provincial y un cruce de carreteras conocido localmente como la Rotonda Panorama, y más tarde este día, el EIIL, según se informa, capturó el cementerio.  Los enfrentamientos obligaron a las Naciones Unidas a suspender los lanzamientos de alimentos a la ciudad.
El Ejército sirio y sus aliados, respaldados por la Fuerza Aérea Rusa y la Fuerza Aérea Árabe Siria, lanzaron un contraataque y se enfrentaron al EIIL el 17 de enero.  En la noche del 17 de enero, la Fuerza Aérea de Siria logró transportar alrededor de 200 refuerzos a la ciudad sitiada mediante helicópteros.
El 18 de enero, se informó que se produjeron enfrentamientos en el noroeste de Deir ez-Zor, cerca de Tal Barouk y el área de alojamiento de la universidad. Mientras tanto, se informó que las fuerzas aéreas sirias y rusas bombardearon el área del cementerio y el Monte Tharda.  El EIIL capturó la central eléctrica al oeste de la base aérea durante el día.  El grupo prendió fuego a neumáticos y barriles de petróleo crudo para crear una cortina de humo para evitar ataques aéreos en sus posiciones.  También ejecutó a 10 soldados que había capturado.
El EIIL se enfrentó con el Ejército en los distritos de al-Rasafa, al-Ommal, al-Mowazzafin, al-Jabilah y Rashdiyyah, también en el área alrededor de la base aérea y en la rotonda Panorama el 19 de enero. Avanzó en al-Mowazzafin, al-Ommal y Rasafa, así como alrededor de la base aérea.
El EIIL llevó a cabo un gran ataque nocturno el 20 de enero, apuntando al aeropuerto.  Al día siguiente, la Fuerza Aérea Rusa comenzó a usar bombarderos estratégicos para apoyar a las fuerzas sirias en la ciudad.  Esto permitió al Ejército capturar varios puntos en el cementerio y la Rotonda de Panorama en un contraataque.
El 22 de enero, el Ejército rechazó un asalto del EIIL en el área de Panorama, al sur de la ciudad.  Posteriormente, ellos y sus aliados lanzaron un contraataque, ayudándoles a avanzar alrededor del cementerio y las colinas circundantes, incluida la captura de la colina del cementerio estratégico.  Se produjeron fuertes enfrentamientos en la zona del cementerio y en la zona del Panorama, con aviones de combate que llevaron a cabo numerosas redadas alrededor de la ciudad el 23 de enero.  Al día siguiente, el EIIL avanzó en las cercanías de la Brigada 137.
La noche del 23 y 24 de enero, alrededor de 500 soldados sirios fueron transportados con éxito a la ciudad sitiada en una operación aérea conjunta sirio-rusa que involucró a 22 helicópteros de transporte así como a aviones de apoyo adicionales.
Durante el 26 de enero, el Grupo Al-Qassem junto con la 104 Brigada Aerotransportada de la Guardia Republicana continuaron enfrentándose con el EIIL en el cementerio, al final del día, controlando dos tercios del área.

## Secuelas
El 18 de febrero, un ataque del EIIL en el punto de control de Panorama fue rechazado.  Tres días después, la 104 Brigada de la Guardia Republicana capturó la colina de Alloush, llegando a 1.500 metros de haber levantado el sitio en el aeropuerto.